# HD179791
HD179791 — хімічно пекулярна зоря спектрального класу
A2 й має  видиму зоряну величину в смузі V приблизно  6,5.
Вона  розташована на відстані близько 598,5 світлових років від Сонця.

## Фізичні характеристики
Зоря HD179791 обертається 
дуже швидко 
навколо своєї осі. Проєкція її екваторіальної швидкості на промінь зору становить  Vsin(i)=196км/сек.